# Cortijo

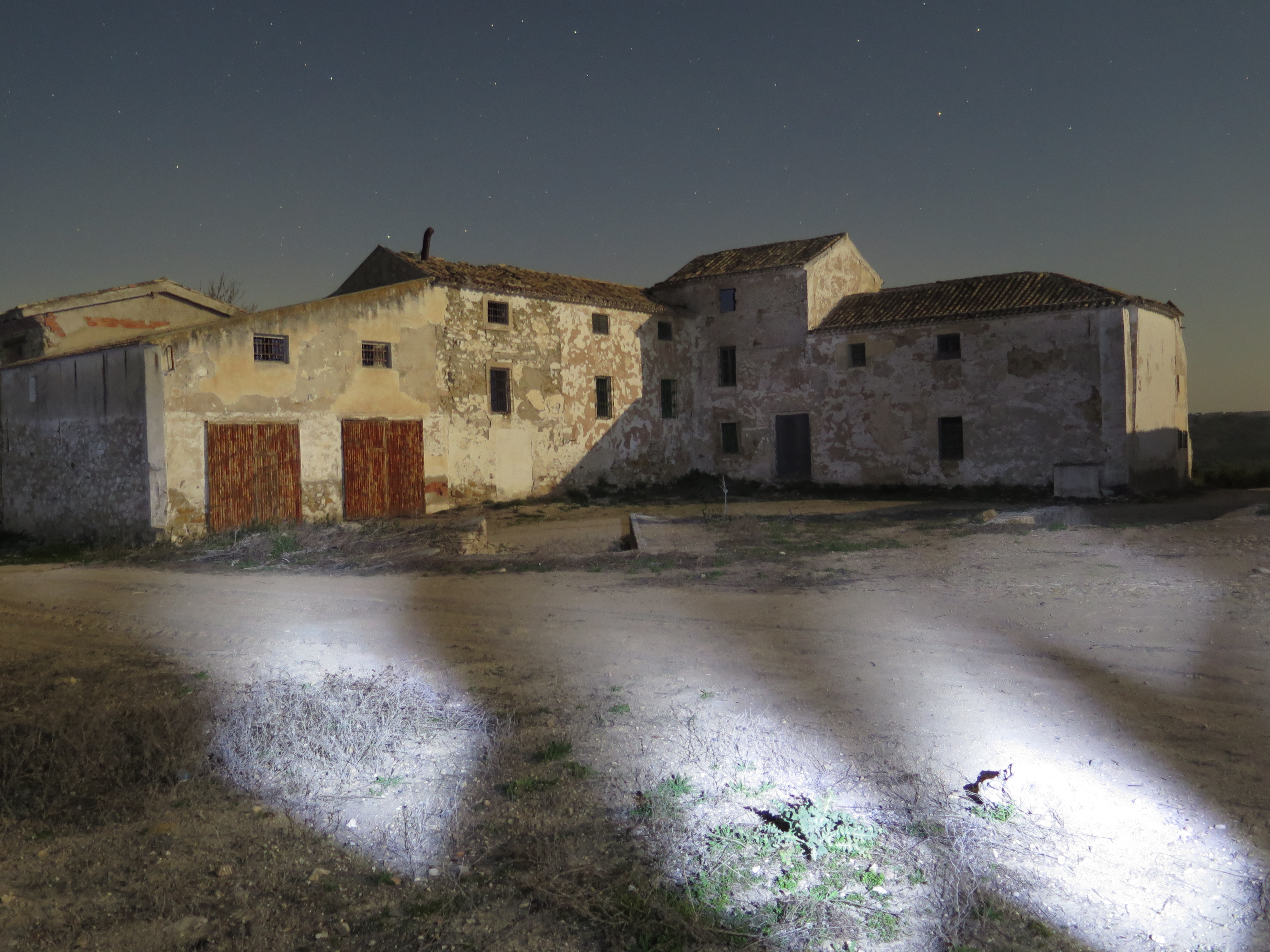
Vista noturna dos abandonados Cortijos de Platero, no município de Jaén.

Um cortijo é um tipo de moradia rural tradicional (semelhante à Bauernhof alemã, também conhecida como uma fazenda em inglês) na metade sul da Espanha, incluindo toda a Andaluzia e partes da Estremadura e Castela-La Mancha.
Os cortijos podem ter suas origens nas antigas vilas romanas, pois a palavra é derivada de cohorticulum (em latim), um diminutivo de cohors, que significa "pátio" ou recinto interno. Frequentemente são estruturas isoladas, associadas a uma grande agricultura familiar ou operação de gado nas vastas e vazias terras adjacentes.